# شونتارو فوروكاوا
شونتارو فوروكاوا (اليابانية:古川 俊太郎 ، من مواليد 10 يناير 1972) رجل أعمال وتنفيذي ياباني. وهو الرئيس السادس والحالي لشركة ألعاب الفيديو نينتندو في اليابان. تولى منصب رئيس الشركة في يونيو 2018، خلفًا لتاتسومي كيميشيما.

## نشأته
ولد فوروكاوا في طوكيو باليابان لابن الرسام تاكو فوروكاوا في 10 يناير 1972. نشأ وهو يلعب الألعاب على مشغل فاميكوم من نينتندو. التحق بمدرسة كونيتاشي الثانوية العليا، وتخرج من كلية العلوم السياسية والاقتصاد بجامعة واسيدا عام 1994.